# Louis Grabu
Louis [Luis] Grabu [Grabut, Grabue, Grebus] (fl. 1665 - 1690, mort après 1693) est un compositeur et violoniste né en Catalogne mais formé en France, principalement actif en Angleterre.
Bien que probablement né en Catalogne – il est plus tard désigné du nom 'Lodovicus Grabeu de Shalon en Catalunnia', on ignore les détails de sa jeunesse. À une époque indéterminée, il s'installe à Paris où il est probablement formé par Lully. Au moment de la Restauration, il se rend en Angleterre où la musique française, en particulier l'opéra, est très en vogue.
Charles II le nomme compositeur de sa musique privée en 1665 et après la mort de Nicholas Lanier en 1666, il devient la deuxième personne à porter le titre de Maître de Musique du roi. Il adapte l'opéra Ariadne de Robert Cambert pour une représentation à Londres en 1674 et compose pour Albion and Albanius (en) de John Dryden en 1685.
Il quitte l'Angleterre en 1693, seul pays où il a obtenu une certaine notoriété, et disparaît entièrement des documents historiques.